# Блатото (защитена местност)
Вижте пояснителната страница за други значения на Блатото.
„Находище на блатно кокиче в местността Блатото“, или накратко Блатото, е защитена местност недалеч от брега на Черно море в община Созопол.
Припокрива се от защитена зона „Бакърлъка“ по директивата за птиците по екологична система „Натура 2000“.
Самото блато (наричано Бакарлъшко блато), дало името на местността, се намира край с. Равадиново, близо до гр. Созопол. Отстои на 700 метра северозападно от Равадиново, на 3 километра югозападно от Созопол и на 2,5 км южно-югозападно от Созополския залив. Разположено е в направление югозапад-североизток, има продълговата форма с размери до 1650 метра на дължина и до 500 м на ширина.
Защитената местност е обявена с цел опазване на естествено находище на блатно кокиче на 3 юли 1970 г. Първоначално е с площ 29 хектара, увеличена до 48,55 хка през 2018 г.
Режимът за дейност в защитената местност забранява разораването, отводняването или изменяне начина на ползване на терените, което води до унищожаване находищата на блатното кокиче. Забранява се пашата на добитък и косенето на ливадите преди прибирането на блатното кокиче – не по-рано от 30 май.